# Melchior von der Decken

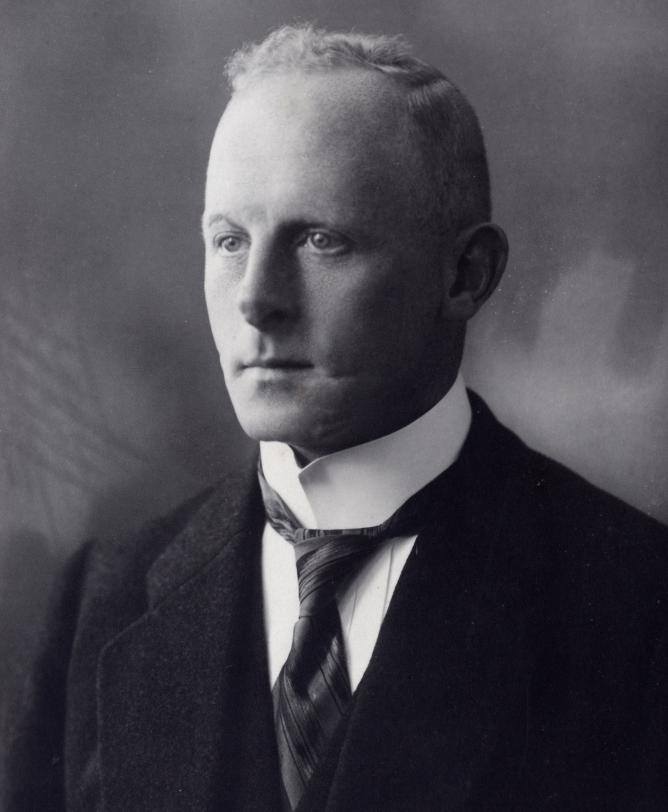
Senatspräsident Melchior von der Decken

Melchior von der Decken (* 14. Februar 1886 in Itzehoe; † 8. Februar 1953 in Hamburg) war ein deutscher Jurist. Als Richter wurde er Senatspräsident am Hanseatischen Oberlandesgericht in Hamburg.

## Leben
Er stammte aus dem niedersächsischen Adelsgeschlecht von der Decken und wuchs in Itzehoe auf. Sein Vater, Alexander von der Decken, war dort Richter und später wurde der Vater Senatspräsident in Kiel. Melchior von der Decken studierte Jura in Göttingen und wurde Mitglied des Corps Bremensia Göttingen wie sein Vater Alexander und sein Großvater, der auch Melchior hieß. Danach wurde er Amtsrichter in Hamburg und später in Cuxhaven. Er erbte 1915 von seinem Vater den Hof Klinten bei Oederquart und verpachtete den Hof.
1924 wurden Wilhelm Kiesselbach und Melchior von der Decken beauftragt, in einem Schiedsverfahren für die in den Vereinigten Staaten beschlagnahmten deutschen Schiffe über eine Entschädigung zu verhandeln. Ab 1928 vertrat Melchior von der Decken die deutschen Interessen vor dem Sondergericht für Kriegsansprüche in Washington, D.C.
1932 wurde nach zehnjähriger Verhandlungszeit eine Entschädigungssumme von 320 Millionen RM für die 92 deutschen Schiffe vereinbart.
Er heiratete 1925 Margarete Duden und sie lebten berufsbedingt von 1925 bis 1929 in Washington, D.C., danach wohnten sie in Hamburg in ihrem Haus Inselstrasse 20. Sie hatten zwei Söhne. 1933 kaufte Melchior zusammen mit seinem Bruder, dem Marineoffizier und Landwirt Bertold von der Decken, das Gut Benzerhof in Benz (Malente) in der Nähe von Eutin.
1930 trat Melchior von der Decken in den Hamburger Nationalklub und zum 1. Mai 1937 in die NSDAP ein (Mitgliedsnummer 4.052.518). Er wurde ein Jahr später Senatspräsident beim Hanseatischen Oberlandesgericht Hamburg. Aufgrund seines späten Parteieintritts und weil er nur Zivilsenate leitete und sich nicht mit Strafsachen befasste, konnte er nach dem 8. Mai 1945 weiterhin im Justizdienst bleiben. Er wurde trotz seiner NSDAP-Mitgliedschaft vom OLG-Präsidenten Kiesselbach beratend zu einer Kommission hinzugezogen, die die justizinterne Entnazifizierung betrieb.
Er wurde in Oederquart bei Freiburg an der Elbe beerdigt.